# Großer Preis von Kanada 2008
Der Große Preis von Kanada 2008 (offiziell Formula 1 Grand Prix du Canada 2008) fand am 8. Juni auf dem Circuit Gilles-Villeneuve in Montreal statt und war das siebte Rennen der Formel-1-Weltmeisterschaft 2008.

## Berichte

### Hintergrund
Nach dem Großen Preis von Monaco führte Lewis Hamilton in der Fahrerwertung mit drei Punkten vor Kimi Räikkönen und mit vier Punkten vor Felipe Massa. In der Konstrukteurswertung führte Ferrari mit vier Punkten vor McLaren-Mercedes und mit elf Punkten vor BMW Sauber.
Vor dem Rennen stellten die Organisatoren ein neues Fahrerlager und Medienzentrum auf dem Circuit Gilles Villeneuve vor. Auch die Stelle, an der Robert Kubica im Vorjahresrennen verunglückte, wurde verändert. Die Wand, gegen die Kubica prallte, wurde näher an die Strecke gerückt, um den Aufprallwinkel zu verringern. Zusätzlich wurde an der Mauer ein Schuttzaun angebracht, um jede Gefahr für Autos auf der anderen Seite der Mauer zu verhindern.
Mit Räikkönen, Fernando Alonso und Hamilton (jeweils einmal) traten drei ehemalige Sieger zu diesem Grand Prix an.

### Training
Im ersten freien Training setzte sich Massa bei Regen vor Kubica, Heikki Kovalainen und Nick Heidfeld an die Spitze. Insgesamt wurde das Training stark von den Wetterverhältnissen beeinflusst.
Hamilton erzielte im zweiten Training die Bestzeit vor Kubica und Räikkönen. Im Gegensatz zum ersten Training blieb die Strecke nun trocken. Bei beiden Renault kam es zum Ausfall durch Fahrfehler. Durch die wechselhaften Wetterverhältnissen hatten einige Teams Probleme sich die passenden Reifenstrategie zurechzulegen.

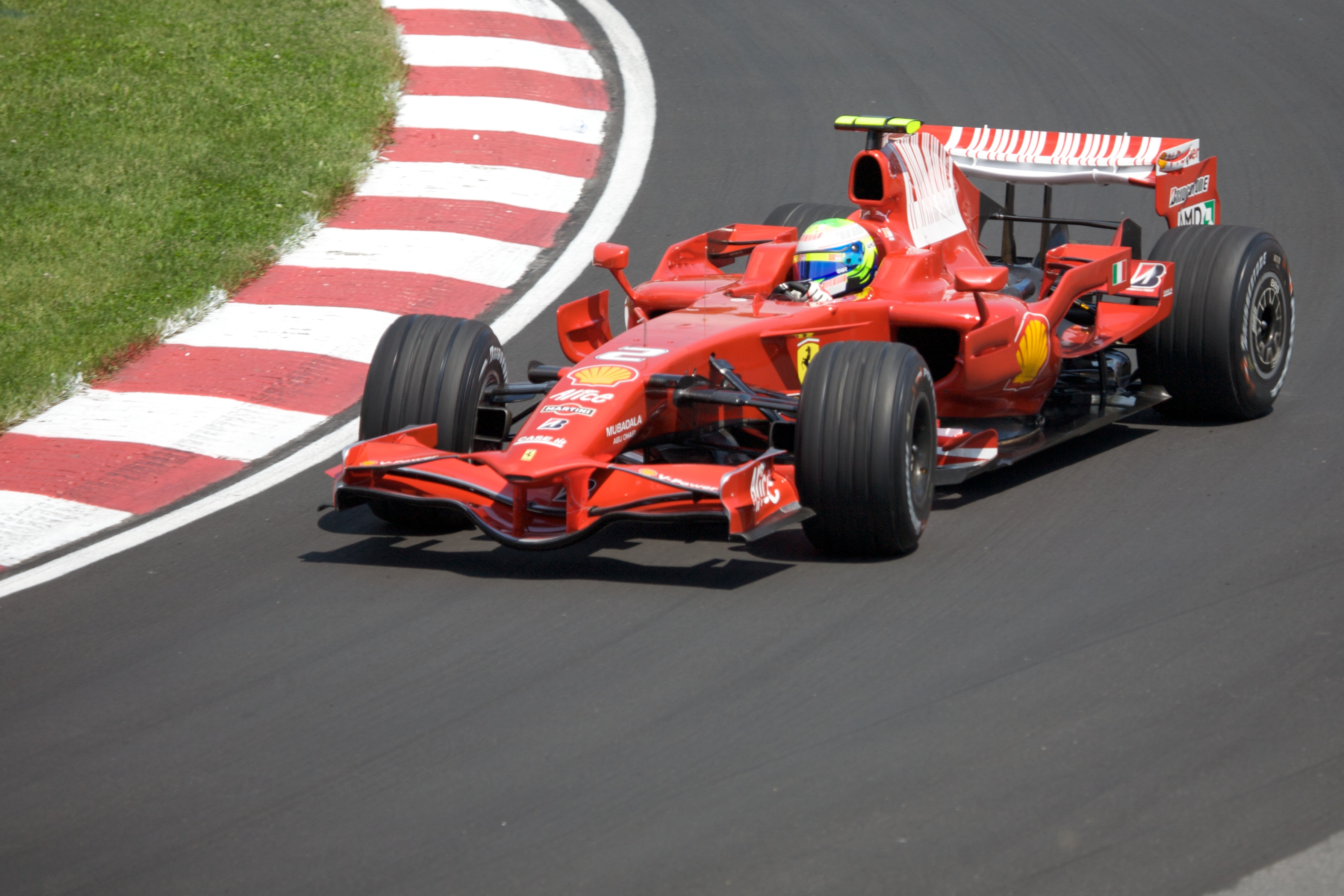
Felipe Massa sicherte sich im ersten freien Training die Bestzeit

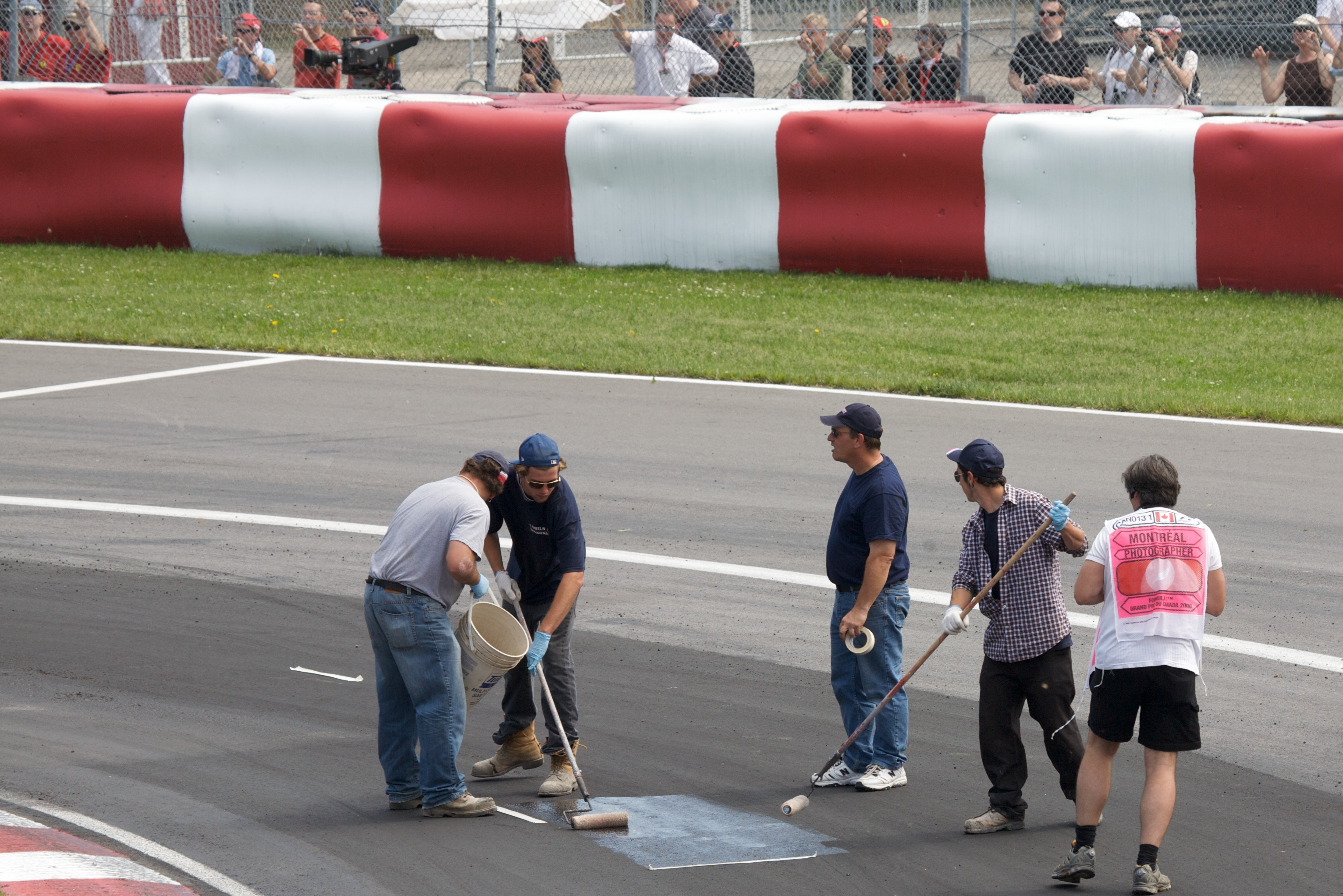
Im Training und Qualifying begannen erneuerte Streckenabschnitte aufzubrechen und mussten mehrfach repariert werden

Im dritten freien Training sicherte sich Nico Rosberg vor Hamilton und Räikkönen den ersten Platz. Erneut bleib die Strecke trocken und es gab nur einige Dreher ohne Ausfälle. Für einiges Aufsehen sorgte allerdings der stellenweise über Nacht aufgebrochene Asphalt.

### Qualifying
Das Qualifying bestand aus drei Teilen mit einer Nettolaufzeit von 45 Minuten. Im ersten Qualifying-Segment (Q1) hatten die Fahrer 18 Minuten Zeit, um sich für das Rennen zu qualifizieren. Die besten 15 Fahrer erreichten den nächsten Teil. Hamilton war Schnellster. Jeweils die beiden Force-India- und Toro-Rosso-Piloten sowie Jenson Button schieden aus.
Der zweite Abschnitt (Q2) dauerte 15 Minuten. Die schnellsten zehn Piloten qualifizierten sich für den dritten Teil des Qualifyings. Hamilton war erneut Schnellster. Beide Toyota sowie Nelson Piquet, jr., David Coulthard und Kazuki Nakajima schieden aus.

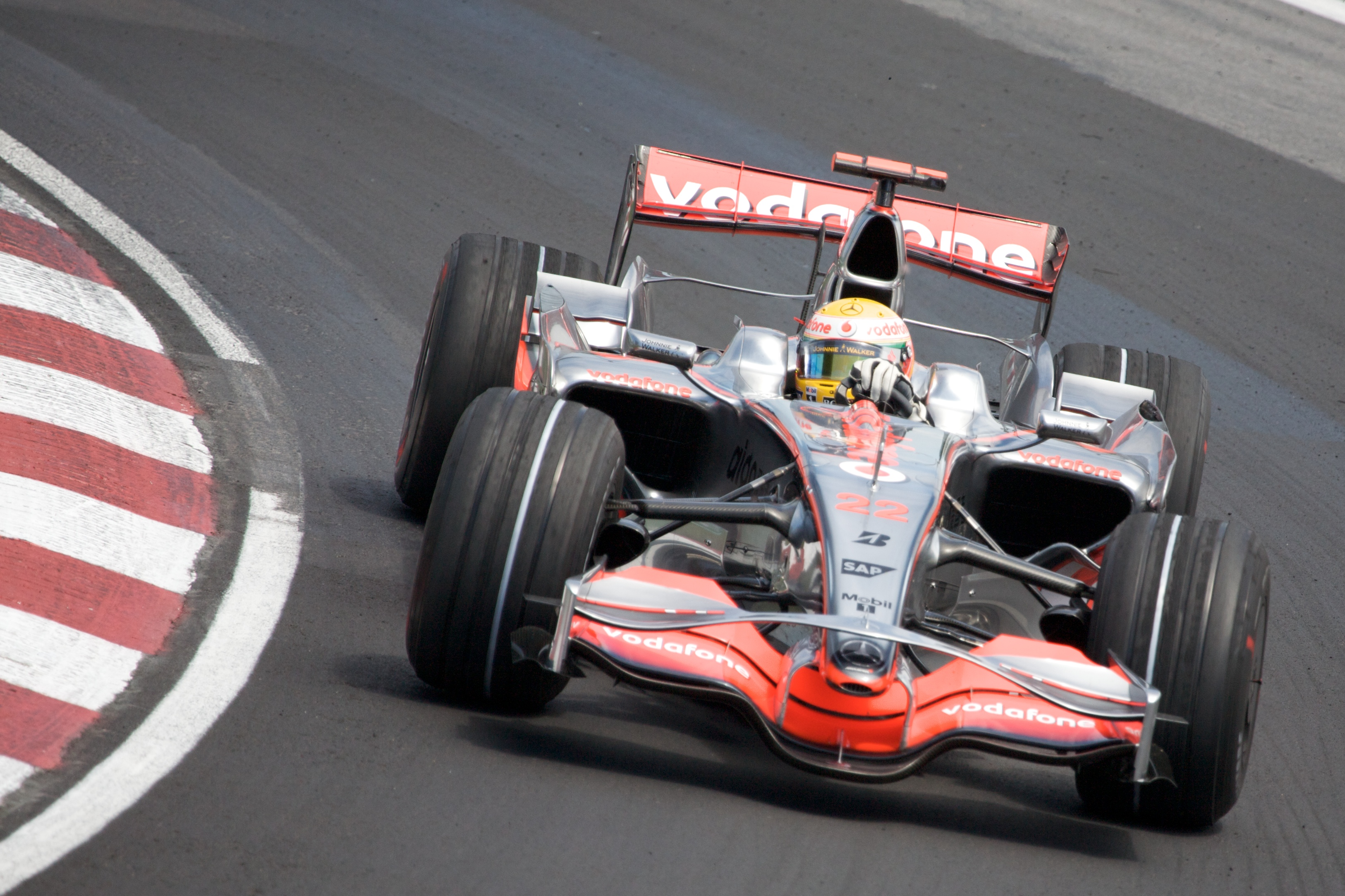
Lewis Hamilton war Schnellster im Qualifying

Der letzte Abschnitt (Q3) ging über eine Zeit von zwölf Minuten, in denen die ersten zehn Startpositionen vergeben wurden. Hamilton fuhr mit einer Rundenzeit von 1:17,886 Minuten die Bestzeit vor Kubica und Räikkönen und sicherte sich so seine insgesamt achte Pole-Position und die zweite der Saison.

### Rennen
Nach nächtlichen Arbeiten an der Strecke, um Probleme mit der Strecke in Kurve 10 zu beheben, begann das Rennen, wobei Hamilton seine Führung behielt und alle Autos es durch die erste Kurve schafften. Hamilton baute einen Vorsprung von über 5 Sekunden auf Kubica auf, bevor Adrian Sutil in der 16. Runde einen Getriebeschaden hatte und sein Auto nach Kurve 3 abstellte. Sutils Auto kam von der Strecke ab, aber nachdem es Feuer gefangen hatte, wurde das Safety-Car auf die Strecke geschickt und es kam zu einem Ansturm von Fahrern in die Boxengasse, während alle sechs Spitzenfahrer ihre Boxenstopps einlegten. Hamilton führte Räikkönen und Kubica in die Boxengasse, aber Räikkönen übernahm die Führung, als sie ihre Garagen verließen, mit Kubica an seiner Seite und Hamilton hinter ihm.
Räikkönen blieb am Ende der Boxengasse stehen, als die Ausfahrt geschlossen wurde, und die rote Kontrollleuchte leuchtete. Räikkönen war am Ende der Boxengasse neben Kubica, als Hamilton auf sie zuraste, ohne die rote Ampel zunächst zu bemerken. Hamilton rutschte in das Heck von Räikkönens Auto und Rosberg traf dahinter das Heck von Hamilton. Sowohl Hamilton als auch Räikkönen schieden aus dem Rennen aus und ließen ihre Fahrzeuge jeweils am Ausgang der Boxengasse stehen. Rosberg setzte das Rennen fort, stoppte jedoch erneut wegen eines neuen Flügels. Währenddessen musste Massa in der folgenden Runde einen zweiten Stopp einlegen, da sein Auto beim ersten Stopp wegen technischer Probleme nicht aufgetankt worden war. Hamilton sagte später, er habe das Licht zu spät gesehen und konnte es nicht vermeiden, den Ferrari zu treffen. Es war Hamiltons einziger Ausfall in der Saison 2008.
Im nächsten Abschnitt des Rennens gab es sieben verschiedene Spitzenreiter, bis die meisten Fahrer jeweils Boxenstopps einlegten und Heidfeld an der Spitze blieb. Kubica saß in einem viel leichteren und schnelleren Auto und überholte Heidfeld bereits nach seiner ersten Runde außerhalb der Box. Im weiteren Verlauf des Rennens kam es zu weniger Zwischenfällen, obwohl sich die Oberfläche der Rennstrecke im Laufe des Rennens stark verschlechterte. Piquet jr. erlitt in der 39. Runde einen weiteren Ausfall, seinen fünften in diesem Jahr nach sieben Rennen, wegen ungewöhnlichem Bremsverschleiß. Piquet jr. war zu Beginn des Rennens aufgrund eines Bremsversagens ebenfalls von der Strecke abgekommen, während er in der Punktewertung lag, fiel aber ans Ende des Feldes, bevor er mit dem Auto rückwärts fuhr und wieder auf die Strecke kam. Alonso lag auf einem starken dritten Platz und jagte Heidfeld für den zweiten Platz, bevor er sich drehte und seinen Frontflügel und die Aufhängung beschädigte. Nakajima brach sich den Frontflügel, nachdem er in der 46. Runde in Kurve zehn das Heck von Button getroffen hatte und musste aufgeben, als sich der Frontflügel vollständig löste und unter dem Chassis feststeckte, als er gerade in die Boxengasse einfahren wollte. Giancarlo Fisichella war Letzter nachdem der Motor seines Wagens bei seinem ersten Boxenstopp abgewürgt war. Später drehte er sich und prallte nach der Schikane in Kurve neun gegen die Wand.
Massa kämpfte sich gegen Ende des Rennens zurück, nachdem er aufgrund früherer Zwischenfälle auf dem letzten Platz lag und insgesamt drei Boxenstopps eingelegt hatte. Massa überholte Rubens Barrichello und Kovalainen gleichzeitig durch die Haarnadelkurve in Kurve zehn, während seine Rivalen um Halt kämpften. Wenige Runden vor Schluss überholte der Brasilianer Jarno Trulli, als der Italiener hinter Timo Glock einscherte, der sich gerade von einer Fehlfahrt in Kurve zwei erholte.
Kubica hatte sich im Laufe des Rennens einen beträchtlichen Vorsprung erarbeitet und geriet auf dem Weg zum Ziel nie in Gefahr. Heidfeld verteidigte den zweiten Platz und sorgte damit für den ersten Doppelsieg für das BMW Sauber Team. Coulthard wurde Dritter und holte damit seine ersten Punkte der Saison und seinen ersten Podiumsplatz seit dem Großen Preis von Monaco 2006, musste aber zum Podium rennen, nachdem sein Auto 50 Meter von der Stelle, an der die Podiumsplatzierten parkten, keinen Treibstoff mehr hatte. Die Toyota-Fahrer belegten die Plätze vier und sechs, Massa belegte zwischen ihnen den fünften Platz. Barrichello behielt den siebten Platz und Sebastian Vettel verteidigte den achten Platz vor Kovalainen. Somit erreichte kein McLaren-Fahrer zum ersten Mal seit dem Großen Preis der USA 2006 die Punkte und weder Ferrari noch McLaren erreichten zum ersten Mal seit dem Großen Preis von Malaysia 2006 einen Podiumsplatz. Kovalainen, Rosberg, Button, Mark Webber und der überrundete Sébastien Bourdais waren die letzten Fahrer, die das Ziel erreichten.
Für Kubica war es der erste und zeitgleich letzte Sieg eines Formel-1-Rennens. Der Sieg für BMW Sauber war der erste Sieg eines deutschen Konstrukteurs bei einem Formel-1-Grand-Prix seit dem Großen Preis von Frankreich 1962 und der erste und einzige Sieg für BMW-Motoren seit dem Großen Preis von Brasilien 2004, den Juan Pablo Montoya für Williams gewann.

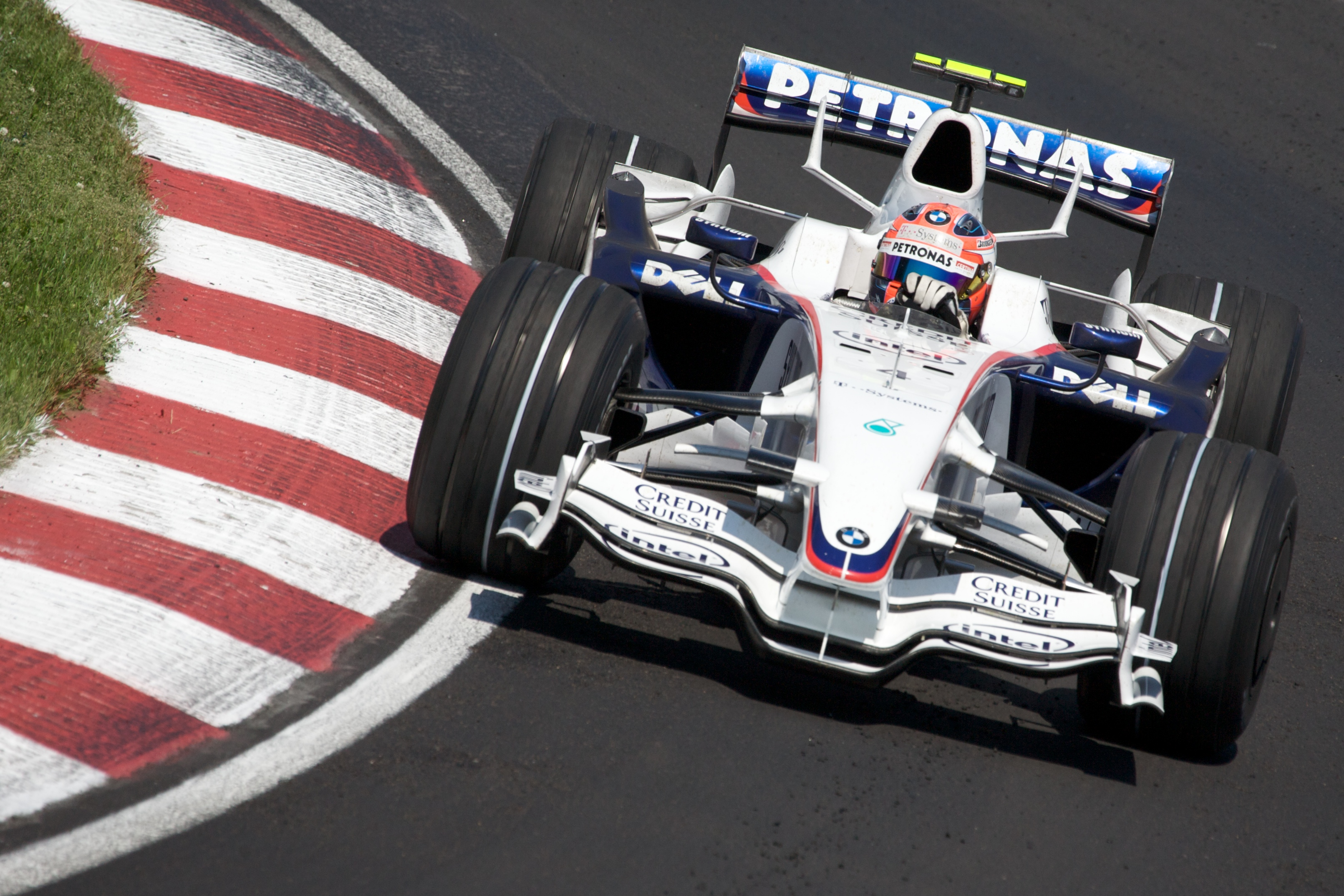
Robert Kubica gewann seinen ersten und einzigen Grand Prix

Durch den Ausfall der beiden Weltmeisterschaftsführenden Hamilton und Räikkönen und weil es für Massa nur zu Platz 5 reichte, übernahm Kubica auch die Führung in der Fahrerweltmeisterschaft.

## Meldeliste
| Team                      | Nr. | Fahrer               | Chassis           | Motor                | Reifen |
| ------------------------- | --- | -------------------- | ----------------- | -------------------- | ------ |
| Scuderia Ferrari Marlboro | 01  | Kimi Räikkönen       | Ferrari F2008     | Ferrari 2.4 V8       | B      |
| Scuderia Ferrari Marlboro | 02  | Felipe Massa         | Ferrari F2008     | Ferrari 2.4 V8       | B      |
| BMW Sauber F1 Team        | 03  | Nick Heidfeld        | BMW Sauber F1.08  | BMW 2.4 V8           | B      |
| BMW Sauber F1 Team        | 04  | Robert Kubica        | BMW Sauber F1.08  | BMW 2.4 V8           | B      |
| ING Renault F1 Team       | 05  | Fernando Alonso      | Renault R28       | Renault 2.4 V8       | B      |
| ING Renault F1 Team       | 06  | Nelson Piquet jr.    | Renault R28       | Renault 2.4 V8       | B      |
| AT&T Williams             | 07  | Nico Rosberg         | Williams FW30     | Toyota 2.4 V8        | B      |
| AT&T Williams             | 08  | Kazuki Nakajima      | Williams FW30     | Toyota 2.4 V8        | B      |
| Red Bull Racing           | 09  | David Coulthard      | Red Bull RB4      | Renault 2.4 V8       | B      |
| Red Bull Racing           | 10  | Mark Webber          | Red Bull RB4      | Renault 2.4 V8       | B      |
| Panasonic Toyota Racing   | 11  | Jarno Trulli         | Toyota TF108      | Toyota 2.4 V8        | B      |
| Panasonic Toyota Racing   | 12  | Timo Glock           | Toyota TF108      | Toyota 2.4 V8        | B      |
| Scuderia Toro Rosso       | 14  | Sébastien Bourdais   | Toro Rosso STR2B  | Ferrari 2.4 V8       | B      |
| Scuderia Toro Rosso       | 15  | Sebastian Vettel     | Toro Rosso STR2B  | Ferrari 2.4 V8       | B      |
| Honda Racing F1 Team      | 16  | Jenson Button        | Honda RA108       | Honda 2.4 V8         | B      |
| Honda Racing F1 Team      | 17  | Rubens Barrichello   | Honda RA108       | Honda 2.4 V8         | B      |
| Force India F1 Team       | 20  | Adrian Sutil         | Force India VJM01 | Ferrari 2.4 V8       | B      |
| Force India F1 Team       | 21  | Giancarlo Fisichella | Force India VJM01 | Ferrari 2.4 V8       | B      |
| Vodafone McLaren Mercedes | 22  | Lewis Hamilton       | McLaren MP4-23    | Mercedes-Benz 2.4 V8 | B      |
| Vodafone McLaren Mercedes | 23  | Heikki Kovalainen    | McLaren MP4-23    | Mercedes-Benz 2.4 V8 | B      |

Anmerkungen
1. ↑  McLaren-Mercedes fiel aufgrund einer Strafe infolge der Spionage-Affäre automatisch auf die letzte Position in der Teamrangliste

## Klassifikationen

### Qualifying
| Pos. | Fahrer               | Konstrukteur        | Q1         | Q2       | Q3         | Start |
| ---- | -------------------- | ------------------- | ---------- | -------- | ---------- | ----- |
| 01   | Lewis Hamilton       | McLaren-Mercedes    | 1:16,909   | 1:17,034 | 1:17,886   | 01    |
| 02   | Robert Kubica        | BMW Sauber          | 1:17,471   | 1:17,679 | 1:18,498   | 02    |
| 03   | Kimi Räikkönen       | Ferrari             | 1:17,301   | 1:17,364 | 1:18,735   | 03    |
| 04   | Fernando Alonso      | Renault             | 1:17,415   | 1:17,488 | 1:18,746   | 04    |
| 05   | Nico Rosberg         | Williams-Toyota     | 1:17,991   | 1:17,891 | 1:18,844   | 05    |
| 06   | Felipe Massa         | Ferrari             | 1:17,231   | 1:17,353 | 1:19,048   | 06    |
| 07   | Heikki Kovalainen    | McLaren-Mercedes    | 1:17,287   | 1:17,684 | 1:19,089   | 07    |
| 08   | Nick Heidfeld        | BMW Sauber          | 1:18,082   | 1:17,781 | 1:19,089   | 08    |
| 09   | Rubens Barrichello   | Honda               | 1:18,256   | 1:18,020 | 1:20,848   | 09    |
| 10   | Mark Webber          | Red Bull-Renault    | 1:17,582   | 1:17,523 | keine Zeit | 10    |
| 11   | Timo Glock           | Toyota              | 1:18,321   | 1:18,031 | –          | 11    |
| 12   | Kazuki Nakajima      | Williams-Toyota     | 1:17,638   | 1:18,062 | –          | 12    |
| 13   | David Coulthard      | Red Bull-Renault    | 1:18,168   | 1:18,238 | –          | 13    |
| 14   | Jarno Trulli         | Toyota              | 1:18,039   | 1:18,327 | –          | 14    |
| 15   | Nelson Piquet jr.    | Renault             | 1:18,505   | 1:18,393 | –          | 15    |
| 16   | Sébastien Bourdais   | Toro Rosso-Ferrari  | 1:18,916   | –        | –          | 18    |
| 17   | Adrian Sutil         | Force India-Ferrari | 1:19,108   | –        | –          | 16    |
| 18   | Giancarlo Fisichella | Force India-Ferrari | 1:19,165   | –        | –          | 17    |
| 19   | Jenson Button        | Honda               | 1:23,565   | –        | –          | Box   |
| 20   | Sebastian Vettel     | Toro Rosso-Ferrari  | keine Zeit | –        | –          | Box   |

Anmerkungen
1. ↑  Bourdais erhielt aufgrund eines Getriebewechsels eine Startplatzstrafe von fünf Plätzen.
2. ↑  Button startete aufgrund eines Getriebewechsels aus der Boxengasse.
3. ↑  Vettel wurde erlaubt zu starten, da er im freien Training ausreichend schnell gefahren war. Er musste allerdings wegen eines Fahrzeugwechsels aus der Boxengasse starten.

### Rennen
| Pos. | Fahrer               | Konstrukteur        | Runden | Stopps | Zeit        | Start | Schnellste Runde |
| ---- | -------------------- | ------------------- | ------ | ------ | ----------- | ----- | ---------------- |
| 01   | Robert Kubica        | BMW Sauber          | 70     | 2      | 1:36:24,447 | 02    | 1:17,539 (47.)   |
| 02   | Nick Heidfeld        | BMW Sauber          | 70     | 1      | + 16,495    | 08    | 1:17,430 (25.)   |
| 03   | David Coulthard      | Red Bull-Renault    | 70     | 1      | + 23,352    | 13    | 1:18,085 (36.)   |
| 04   | Timo Glock           | Toyota              | 70     | 1      | + 42,627    | 11    | 1:19,087 (31.)   |
| 05   | Felipe Massa         | Ferrari             | 70     | 3      | + 43,934    | 06    | 1:18,006 (11.)   |
| 06   | Jarno Trulli         | Toyota              | 70     | 1      | + 47,775    | 14    | 1:18,870 (38.)   |
| 07   | Rubens Barrichello   | Honda               | 70     | 1      | + 53,597    | 09    | 1:18,301 (35.)   |
| 08   | Sebastian Vettel     | Toro Rosso-Ferrari  | 70     | 1      | + 54,120    | Box   | 1:18,532 (33.)   |
| 09   | Heikki Kovalainen    | McLaren-Mercedes    | 70     | 2      | + 54,433    | 07    | 1:18,462 (62.)   |
| 10   | Nico Rosberg         | Williams-Toyota     | 70     | 3      | + 57,749    | 05    | 1:17,977 (14.)   |
| 11   | Jenson Button        | Honda               | 70     | 3      | + 1:07,540  | Box   | 1:19,352 (58.)   |
| 12   | Mark Webber          | Red Bull-Renault    | 70     | 2      | + 1:11,229  | 10    | 1:18,201 (51.)   |
| 13   | Sébastien Bourdais   | Toro Rosso-Ferrari  | 69     | 2      | + 1 Runde   | 16    | 1:18,620 (34.)   |
| –    | Giancarlo Fisichella | Force India-Ferrari | 51     | 3      | DNF         | 18    | 1:19,066 (41.)   |
| –    | Kazuki Nakajima      | Williams-Toyota     | 46     | 1      | DNF         | 12    | 1:18,784 (30.)   |
| –    | Fernando Alonso      | Renault             | 44     | 1      | DNF         | 04    | 1:18,225 (16.)   |
| –    | Nelson Piquet jr.    | Renault             | 39     | 1      | DNF         | 15    | 1:19,239 (16.)   |
| –    | Lewis Hamilton       | McLaren-Mercedes    | 19     | 1      | DNF         | 01    | 1:17,506 (04.)   |
| –    | Kimi Räikkönen       | Ferrari             | 19     | 1      | DNF         | 03    | 1:17,387 (14.)   |
| –    | Adrian Sutil         | Force India-Ferrari | 13     | 0      | DNF         | 17    | 1:20,666 (07.)   |

## WM-Stände nach dem Rennen
Die ersten acht des Rennens bekamen 10, 8, 6, 5, 4, 3, 2 bzw. 1 Punkt(e).
| Pos. | Fahrer            | Konstrukteur     | Punkte |
| ---- | ----------------- | ---------------- | ------ |
| 01   | Robert Kubica     | BMW Sauber       | 42     |
| 02   | Felipe Massa      | Ferrari          | 38     |
| 03   | Lewis Hamilton    | McLaren-Mercedes | 38     |
| 04   | Kimi Räikkönen    | Ferrari          | 35     |
| 05   | Nick Heidfeld     | BMW Sauber       | 28     |
| 06   | Heikki Kovalainen | McLaren-Mercedes | 15     |
| 07   | Mark Webber       | Red Bull-Renault | 15     |
| 08   | Jarno Trulli      | Toyota           | 12     |
| 09   | Fernando Alonso   | Renault          | 9      |
| 10   | Nico Rosberg      | Williams-Toyota  | 8      |
| 11   | Kazuki Nakajima   | Williams-Toyota  | 7      |

| Pos. | Fahrer               | Konstrukteur        | Punkte |
| ---- | -------------------- | ------------------- | ------ |
| 12   | David Coulthard      | Red Bull-Renault    | 6      |
| 13   | Timo Glock           | Toyota              | 5      |
| 14   | Sebastian Vettel     | Toro Rosso-Ferrari  | 5      |
| 15   | Rubens Barrichello   | Honda               | 5      |
| 16   | Jenson Button        | Honda               | 3      |
| 17   | Sébastien Bourdais   | Toro Rosso-Ferrari  | 2      |
| 18   | Giancarlo Fisichella | Force India-Ferrari | 0      |
| 19   | Nelson Piquet jr.    | Renault             | 0      |
| 20   | Takuma Satō          | Super Aguri-Honda   | 0      |
| 21   | Anthony Davidson     | Super Aguri-Honda   | 0      |
| 22   | Adrian Sutil         | Force India-Ferrari | 0      |

### Konstrukteurswertung
| Pos. | Konstrukteur     | Punkte |
| ---- | ---------------- | ------ |
| 01   | Ferrari          | 73     |
| 02   | BMW Sauber       | 70     |
| 03   | McLaren-Mercedes | 53     |
| 04   | Red Bull-Renault | 21     |
| 05   | Toyota           | 17     |
| 06   | Williams-Toyota  | 15     |

| Pos. | Konstrukteur        | Punkte |
| ---- | ------------------- | ------ |
| 07   | Renault             | 9      |
| 08   | Toro Rosso-Ferrari  | 7      |
| 09   | Force India-Ferrari | 0      |
| 10   | Honda               | 0      |
| 11   | Super Aguri-Honda   | 0      |